# Чернов, Пётр Константинович (тренер)
Пётр Константинович Чернов (13 февраля 1944, д. Репьево, Новосибирская область — 9 марта 2018) — советский и российский гребец, тренер по академической гребле. Заслуженный тренер СССР.

## Биография
Родился в 1944 году в Новосибирской области. Переехал в Ленинград, в 1962 году окончил Ленинградский радиотехнический техникум, затем поступил в Ленинградский педагогический институт.
В 1957 году начал заниматься академической греблей в спортивном клубе Балтийского завода. Выступал на различных соревнования, в 1965 году был получил звание мастера спорта СССР.
После завершения выступлений в 1970 году перешёл на тренерскую работу. С 1977 года тренер в ЦВСК ВМФ, с 1983 года работал в ДСО «Динамо» (Санкт-Петербург). Тренер сборной СССР по академической гребле на Летних Олимпийских играх 1980 года в Москве. Позднее участвовал в подготовке экипажей восьмёрок — бронзовых призёров Олимпийских игр 1988 и 1996 годов.
Заслуженный тренер СССР (1981). Всего посвятил тренерской работе более 45 лет. Среди его подопечных — братья Юрий и Николай Пименовы, Дмитрий Кузнецов.
Работал тренером в СДЮСШОР «Школа высшего спортивного мастерства по водным видам спорта». В 2014 году был удостоен премии Правительства Санкт-Петербурга «За достижение высоких спортивных результатов на официальных международных и всероссийских спортивных соревнованиях».
Скончался 9 марта 2018 года.